# Kiara Lozano
Kiara Nicole Lozano Sánchez (Tarapoto, San Martín, 23 de abril de 2001)es una cantante peruana de cumbia, logró reconocimiento por su trayectoria artística al integrar la agrupación musical Corazón Serrano.

## Biografía

### 2001-2018: Primeros años
Kiara Nicole Lozano Sánchez nació el 23 de abril de 2001 en Tarapoto ubicada en el Departamento de San Martín, proveniente de una familia de recursos económicos bajos, luego de terminar la secundaria lozano formó parte de la agrupación musical Tentación de Tarapoto

### 2021-presente: Corazón Serrano
En 2021 la agrupación norteña se encontraba en busca de su quinta integrante, en la que Kiara Lozano no pensó dos veces y participó del casting quedando como finalista. La selección fue transmitido en vivo en las instalaciones de América Televisión, en el programa En boca de todos convirtiéndola en la nueva integrante de la agrupación Corazón Serrano.

## Discografía

### Álbumes con Corazón Serrano
- 2021: Tan solo tu

- 2023: 30 años

### Canciones
- «Heridas de amor»[4]
- «Mix Zúmbalo»[5]
- Mix cholito[6]
- Prometiste volver
- Mix ada
- «He cruzado el mundo»[7]
- Tu amor me duele (Corazón Serrano ft. Anna Carina)[8]
- Decidí Vivir sin ti
- Entre sí y que no
- Mix Dina (Corazón Serrano ft. Dina Páucar)[9][10]
- Mi corazón está llorándote